# 室蘭本線跡地緑地
室蘭本線跡地緑地（むろらんほんせんあとちりょくち、英：Muroran Line Ruins Green space）は北海道岩見沢市にある緑地。

## 概要
JR室蘭本線は1892年（明治25年）に開業した非常に古い歴史を持つ鉄道路線だが、開業から100年以上が経過した1994年（平成6年）、岩見沢駅 - 志文駅間は市街地の外側を通る新線（旧室蘭本線貨物線）へと切り替えられた。それに伴い、岩見沢市街地を貫通していた旧線は廃止され長らく遊休地となっていた。
岩見沢市は2001年に旧線跡の遊休地を取得し、そして2011年、その中の国道12号（岩見沢バイパス）と道道6号（4条通）に挟まれた区域の緑地化を実施した。
敷地は細長い平行四辺形状で、7条通・6条通および（仮称）西20丁目通の新設予定地によって4つのブロックに分断されている。各ブロックは岩見沢バイパスから7条通の間が「憩いと思い出の広場」、7条通と6条通の間が「キッズ広場」と「多目的広場」、6条通と（仮称）西20丁目通の間が「サクラの広場」、（仮称）西20丁目通と4条通の間が「コスモスの広場」と名付けられた。
かつての線路跡という歴史的経緯から、SLの車輪を模した脚のベンチや、線路を切り替える転轍器のレバーを模した車止めなど設置物には鉄道を連想させる形状が多く取り入れられている。また、先述のように敷地が細長いため複数の町丁に跨っており、道路で分断された各ブロックはそれぞれ住所が異なっている。

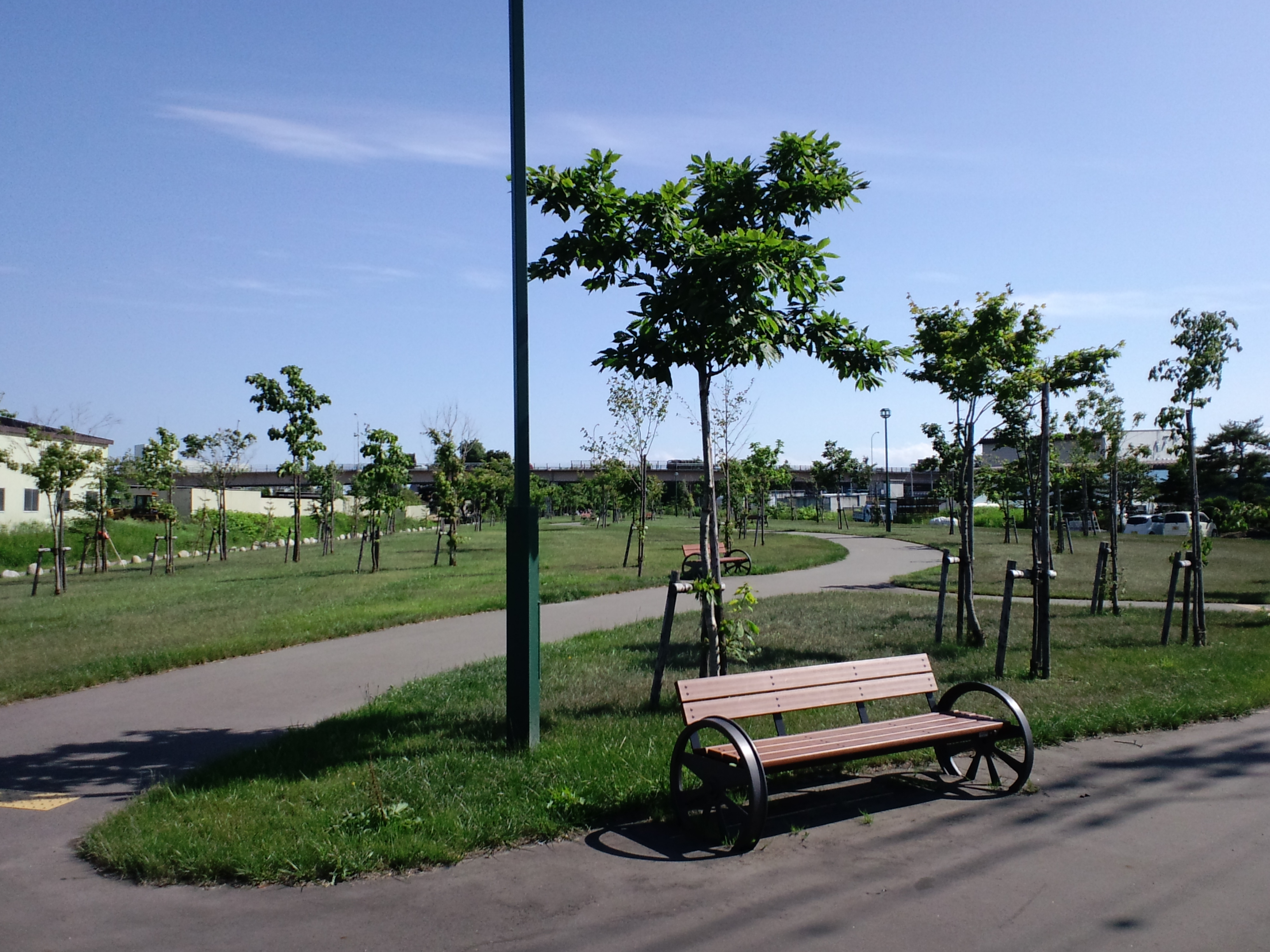
憩いと思い出の広場
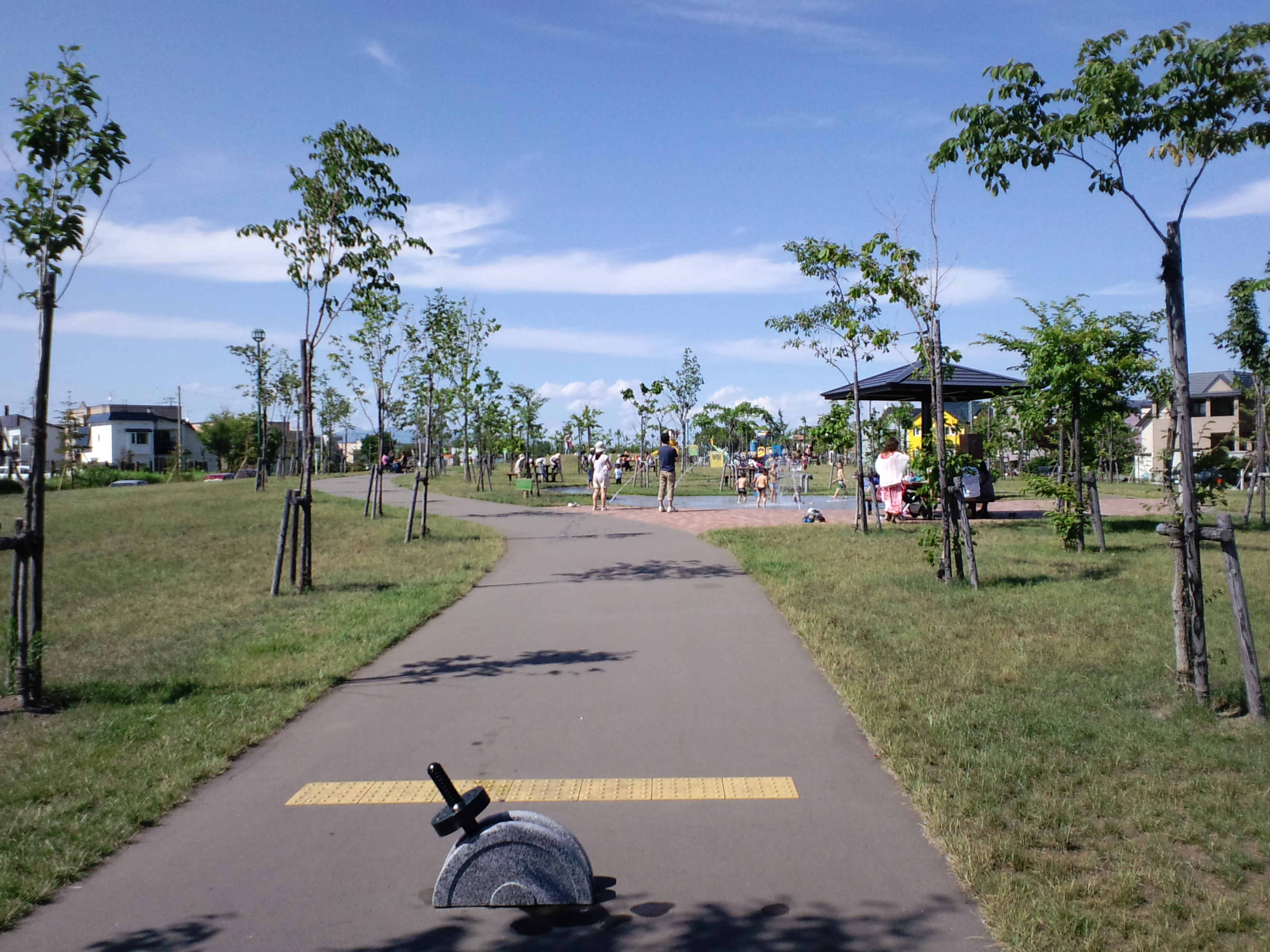
キッズ広場
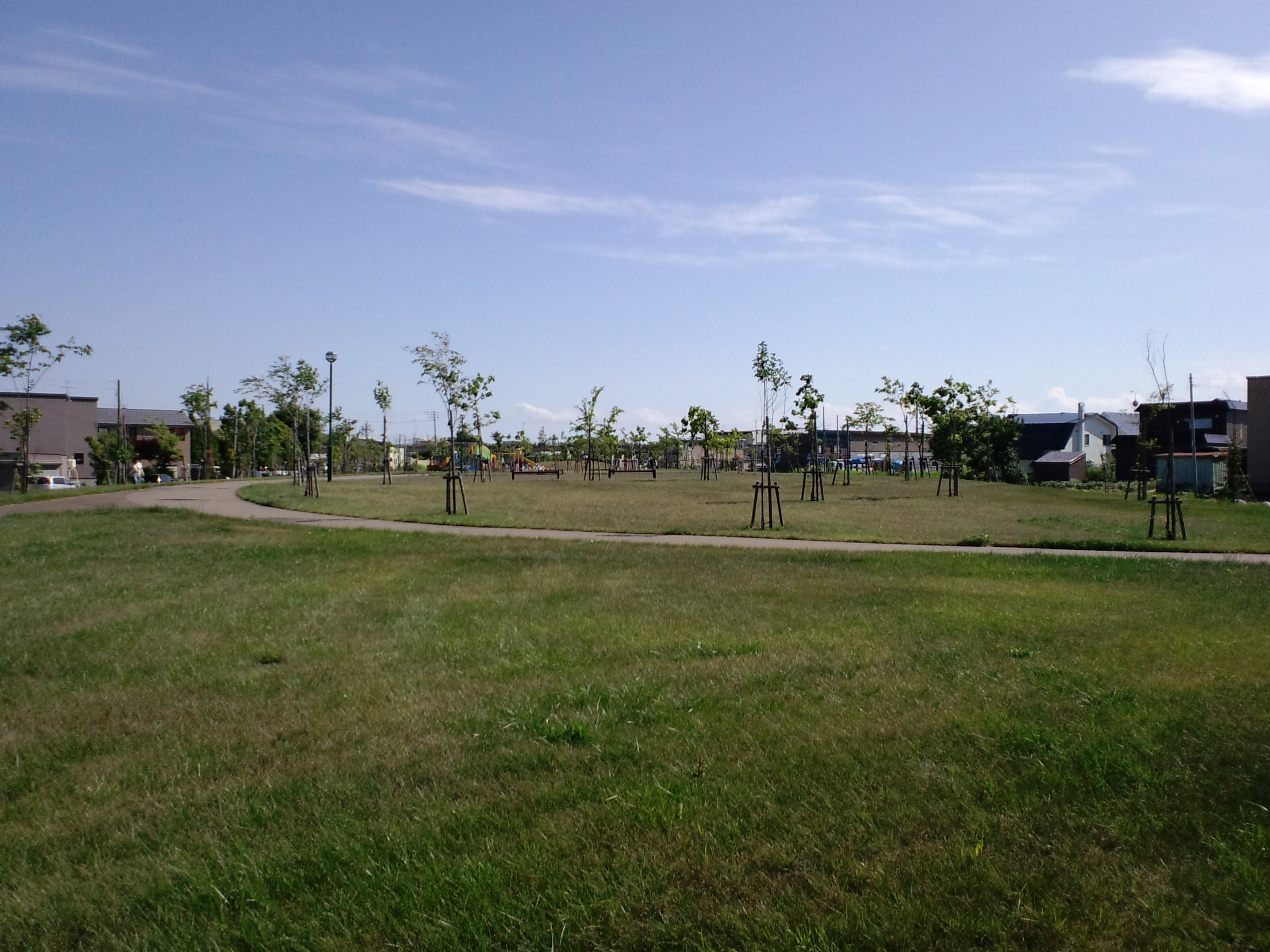
多目的広場
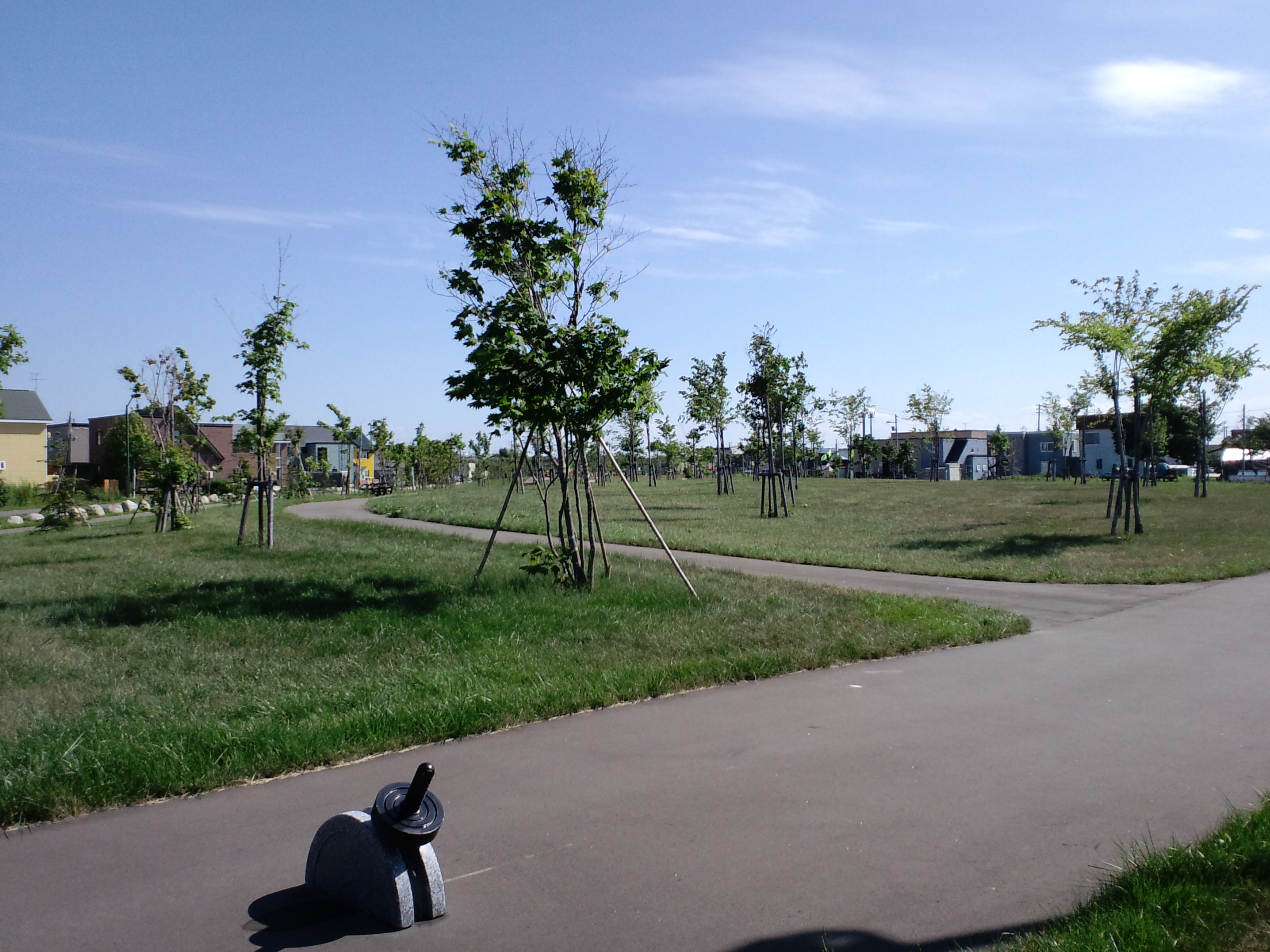
サクラの広場
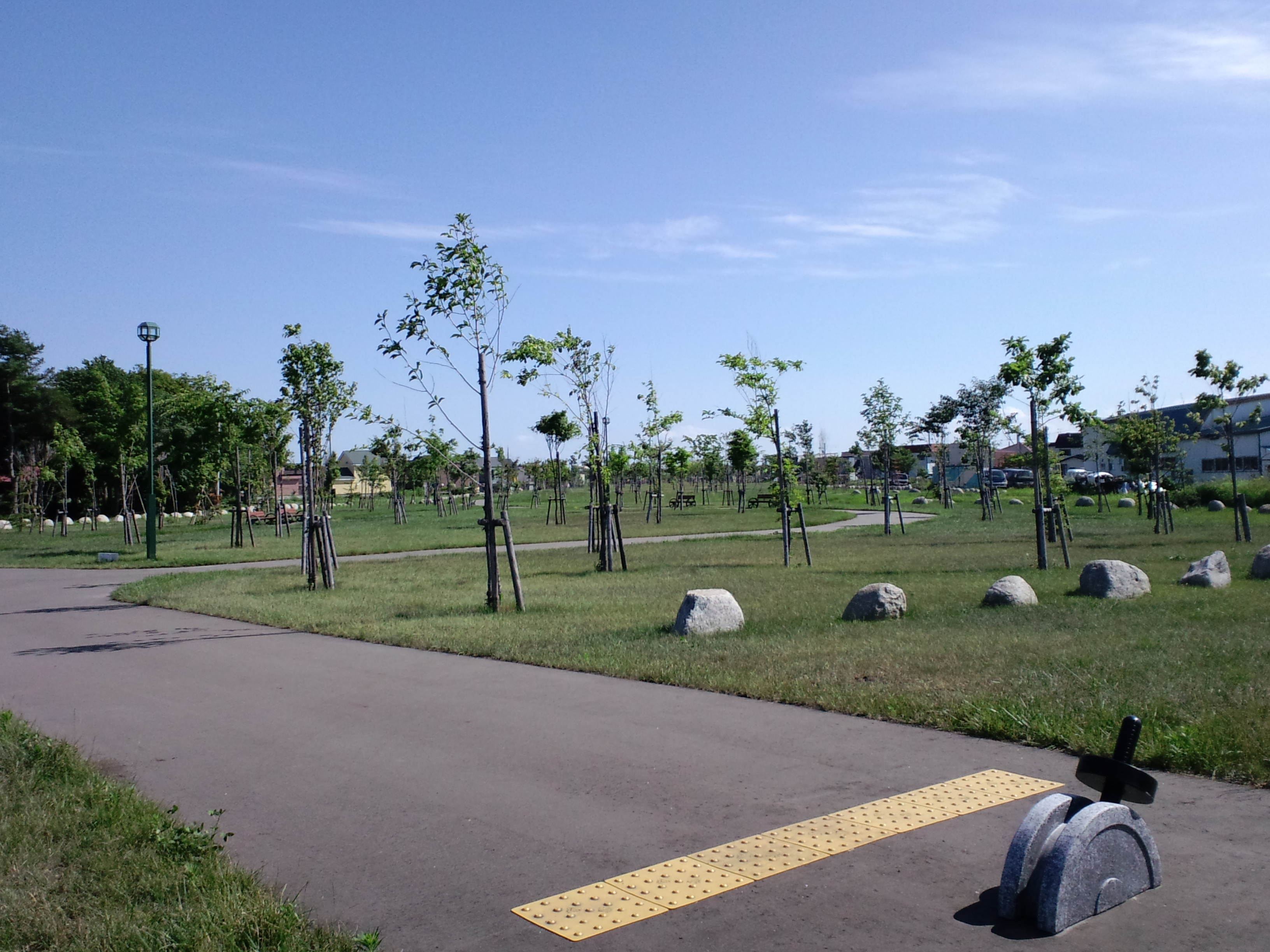
コスモスの広場

## アクセス
最寄駅は岩見沢駅だが距離がある。中央バス幌向線で「10条西20丁目」、大和線で「稲穂児童館」下車。または新篠津交通北新線で「4条15丁目」下車。いずれも徒歩数分。

## 周辺
- 岩見沢北翔会病院
- 稲穂児童館
- 社会福祉法人萌佑会　特別養護老人ホームぬくもりの郷
- 学校法人駒沢岩見沢学園　駒沢幼稚園